# Arbeitsgemeinschaft Bildungshäuser Österreich
Die Arbeitsgemeinschaft Bildungshäuser Österreich (Arge) ist der Dachverband der österreichischen Bildungshäuser und somit Mitglied in der Konferenz der Erwachsenenbildung Österreichs (KEBÖ). Die Arge ist als unabhängiger, gemeinnütziger Verein organisiert, dessen Mitglieder Bildungshäuser in ganz Österreich unterschiedlicher Trägerschaft sind. Die Mitglieder sind in ihrer Tätigkeit und Arbeitsweise autonom. In den zwanzig Arge-Bildungshäusern arbeiten 342 Beschäftigte. Im Jahr 2009 wurden rund 15.000 Veranstaltungen durchgeführt und rund 360.000 Veranstaltungsgäste gezählt.

## Geschichte
1954 wurde die „Arbeitsgemeinschaft der Bildungsheime“ gegründet. Erster Vorsitzender war der Leiter des Volksbildungshauses Graschnitz (jetzt Bundesinstitut für Erwachsenenbildung-BifEB) Hans Wittmann. Die Bildungsheime konzentrierten sich in ihren Anfangszeiten vorwiegend auf die bäuerliche Bildung. In den 50er Jahren weiteten sich die Inhalte über weitere Bereiche der Erwachsenenbildung aus.
1998 wurden die Bildungsheime in Bildungshäuser umbenannt.
Derzeitiger Vorsitzender ist der Leiter des Bildungshauses Schloss Krastowitz, Ing. Rudolf Planton.

## Aufgaben
Die Arge tritt als Interessenvertretung der Mitgliedshäuser gegenüber den bildungspolitisch relevanten Einrichtungen, anderen Erwachsenenbildungsverbänden, der Öffentlichkeit und den Trägern der Bildungshäuser auf.
Verbunden ist damit die Unterstützung bei der Sicherung der wirtschaftlichen Basis für die Erwachsenenbildungsarbeit in den Mitgliedshäusern, durch Bereitstellung finanzieller und personeller Ressourcen durch die öffentliche Hand.
Die Zusammenarbeit mit anderen Erwachsenenbildungsverbänden auf nationaler und internationaler Ebene verfolgt als Zielsetzung eine Weiterentwicklung der Bildungsarbeit.
Zur Qualifizierung der Mitarbeiterinnen und Mitarbeiter in den Bildungshäusern organisiert die Arge bereichsbezogene Weiterbildungsveranstaltungen.
Seit 2000 ist die Arge ISO 9001:2000 zertifiziert. Dazu wurde ein verbandsinternes System zur Qualitätssicherung entwickelt, welches sich durch regelmäßige Qualitätszirkel und partnerschaftlicher Beratung zwischen den Häusern kennzeichnet.

## Mitglieder
Die Mitglieder der Arge verbindet ein christlich-humanistisches Menschenbild, verbunden mit rechtsstaatlich-demokratischen Grundsätzen.
Voraussetzung für eine Mitgliedschaft ist eine eigenständige hauptamtliche pädagogische Leitung, die für die Konzeption, Organisation, Durchführung/Begleitung und Evaluation von Veranstaltungen verantwortlich ist. Ein kontinuierliches Angebot an Bildungsveranstaltungen unterschiedlicher Form und Dauer zur Förderung der persönlichen, gesellschaftlichen, religiösen, politischen, beruflichen, musischen und kulturellen Bildung wird ebenfalls vorausgesetzt.
Ein Bildungshaus im Sinne der Arge zeichnet sich aus durch die Verbindung von Lehren, gemeinsamen Lernen und Leben im Haus. Ein entsprechendes räumliches Angebot mit Unterkunft und Verpflegung ist Voraussetzung dafür.
- Kärnten

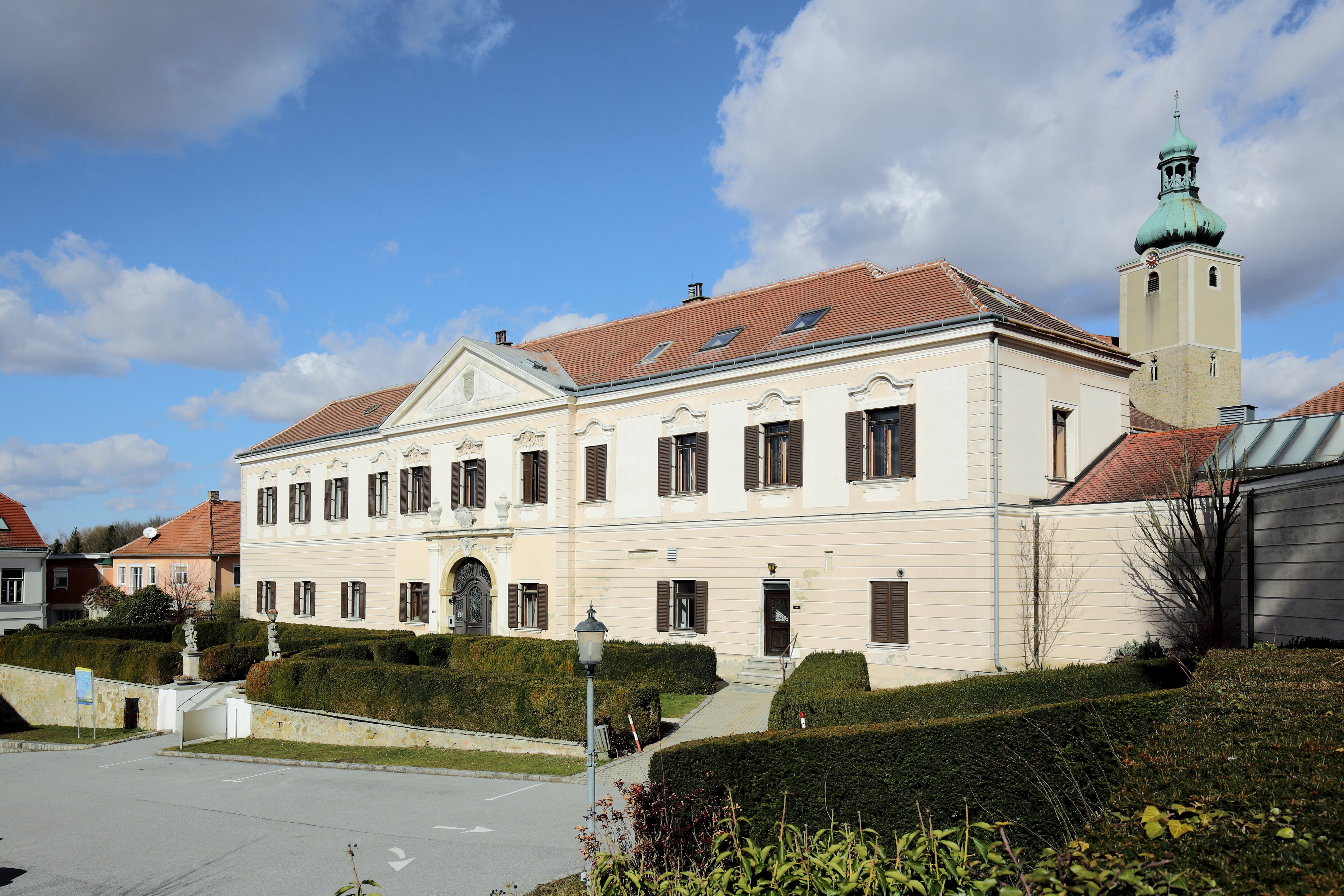
Bildungszentrum Großrußbach in Niederösterreich

  - Bildungshaus St. Georgen in St. Georgen am Längsee
  - Bildungshaus Schloss Krastowitz in Klagenfurt
  - Bildungshaus Sodalitas in Tainach/Tinje
- Niederösterreich
  - Bildungszentrum St. Benedikt in Seitenstetten
  - Bildungshaus Schloss Großrußbach in Großrußbach
  - Bildungshaus St. Hippolyt in St. Pölten
  - Bildungswerkstatt Mold in Mold
  - Bildungshaus Stift Zwettl in Zwettl
- Oberösterreich
  - Bildungszentrum St. Magdalena in Linz
  - Bildungshaus Schloss Puchberg in Wels
  - Bundesinstitut für Erwachsenenbildung (Bifeb) in St. Wolfgang
  - SPES Zukunftsakademie in Schlierbach
  - Landesbildungszentrum Schloss Zell an der Pram
- Steiermark
  - Bildungshaus St. Martin in Graz
  - Bildungshaus Schloss Retzhof in Leibnitz
  - Bildungshaus Stift Vorau in Vorau
  - Raiffeisenhof Graz
- Tirol
  - Tiroler Bildungsinstitut Grillhof in Igls-Vill
- Vorarlberg
  - Bildungszentrum Schloss Hofen in Lochau
- Wien
  - Don Bosco-Haus Wien

## Medienpreise der Erwachsenenbildung
Seit 1967 vergibt die Arge gemeinsam mit dem Verband Österreichischer Volkshochschulen, dem Büchereiverband Österreichs und dem Wirtschaftsförderungsinstitut Österreich den Fernsehpreis der Österreichischen Erwachsenenbildung. In derselben Konstellation wird seit 1998 auch der Radiopreis der Österreichischen Erwachsenenbildung verliehen.